# Gastrophysa polygoni
Gastrophysa polygoni är en skalbaggsart som först beskrevs av Carl von Linné 1758.  Gastrophysa polygoni ingår i släktet Gastrophysa och familjen bladbaggar. Arten är reproducerande i Sverige. Inga underarter finns listade i Catalogue of Life.

## Bildgalleri

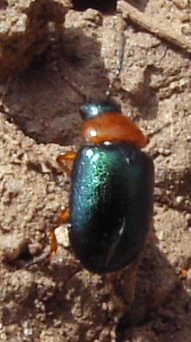
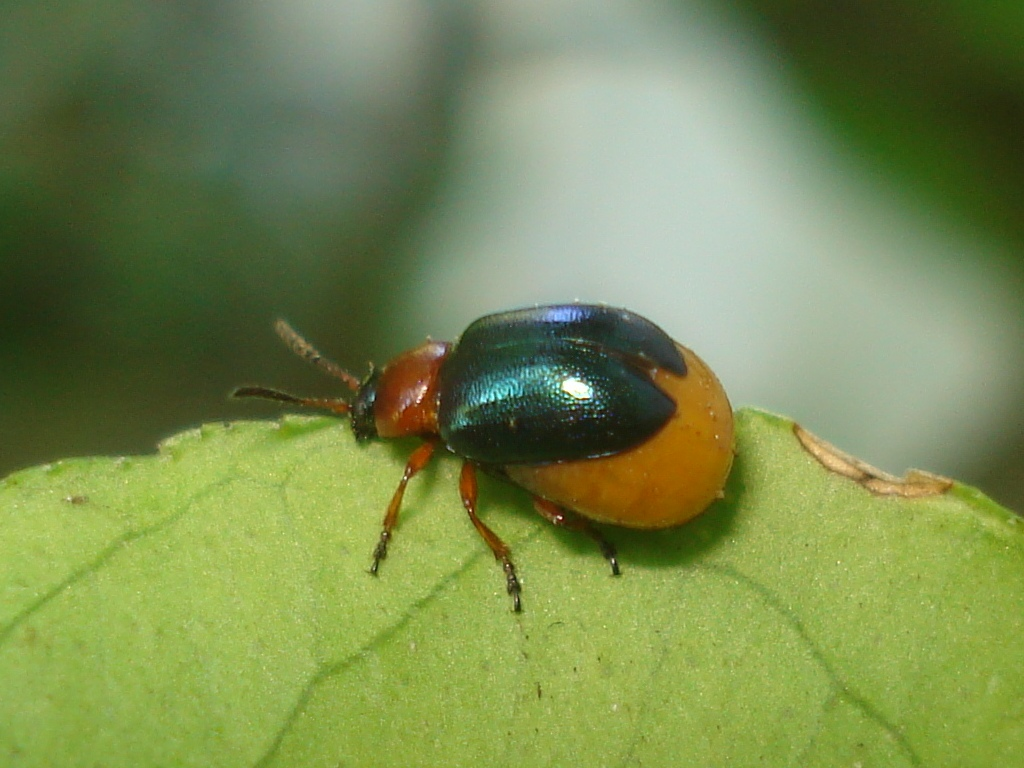
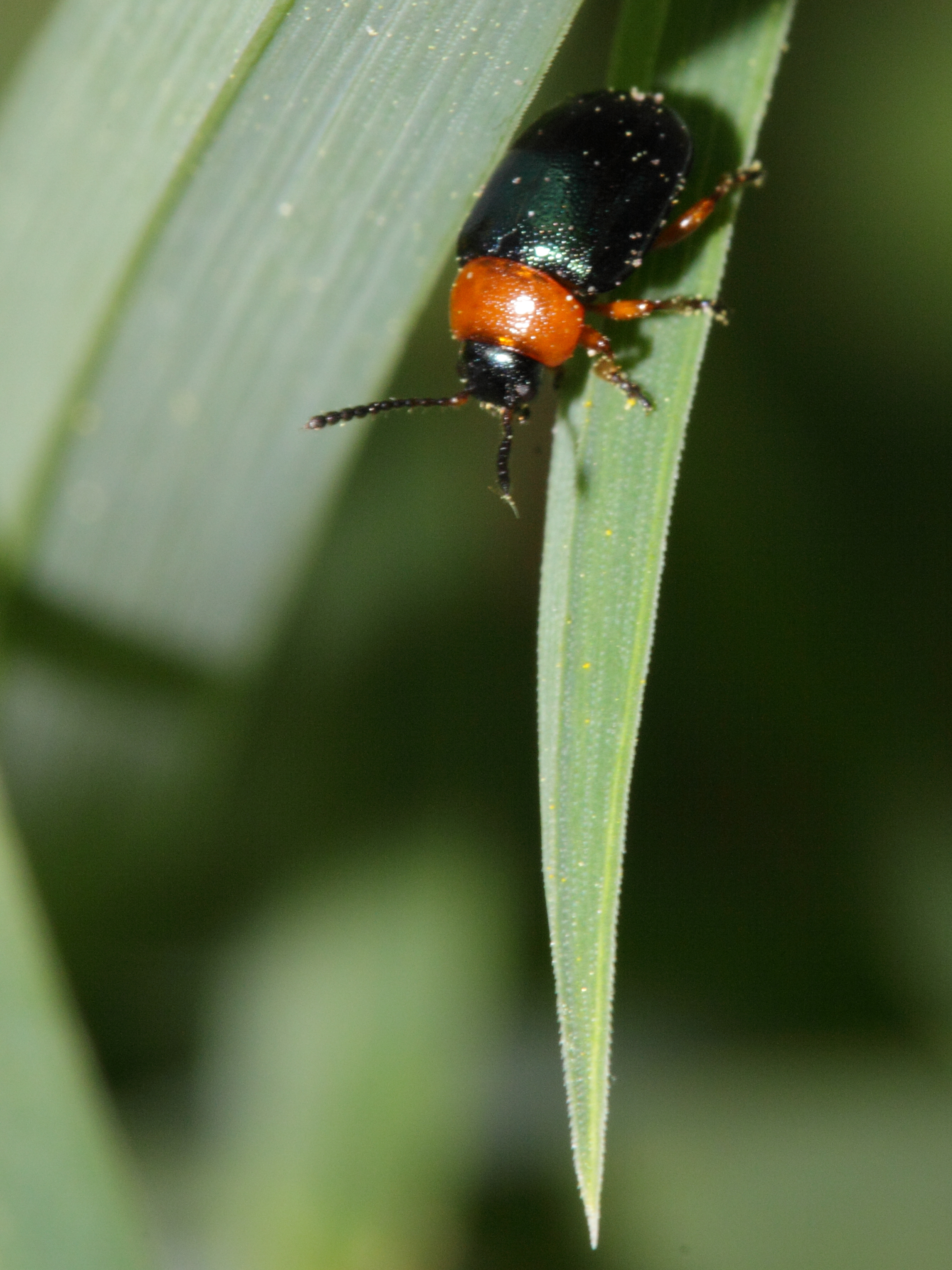
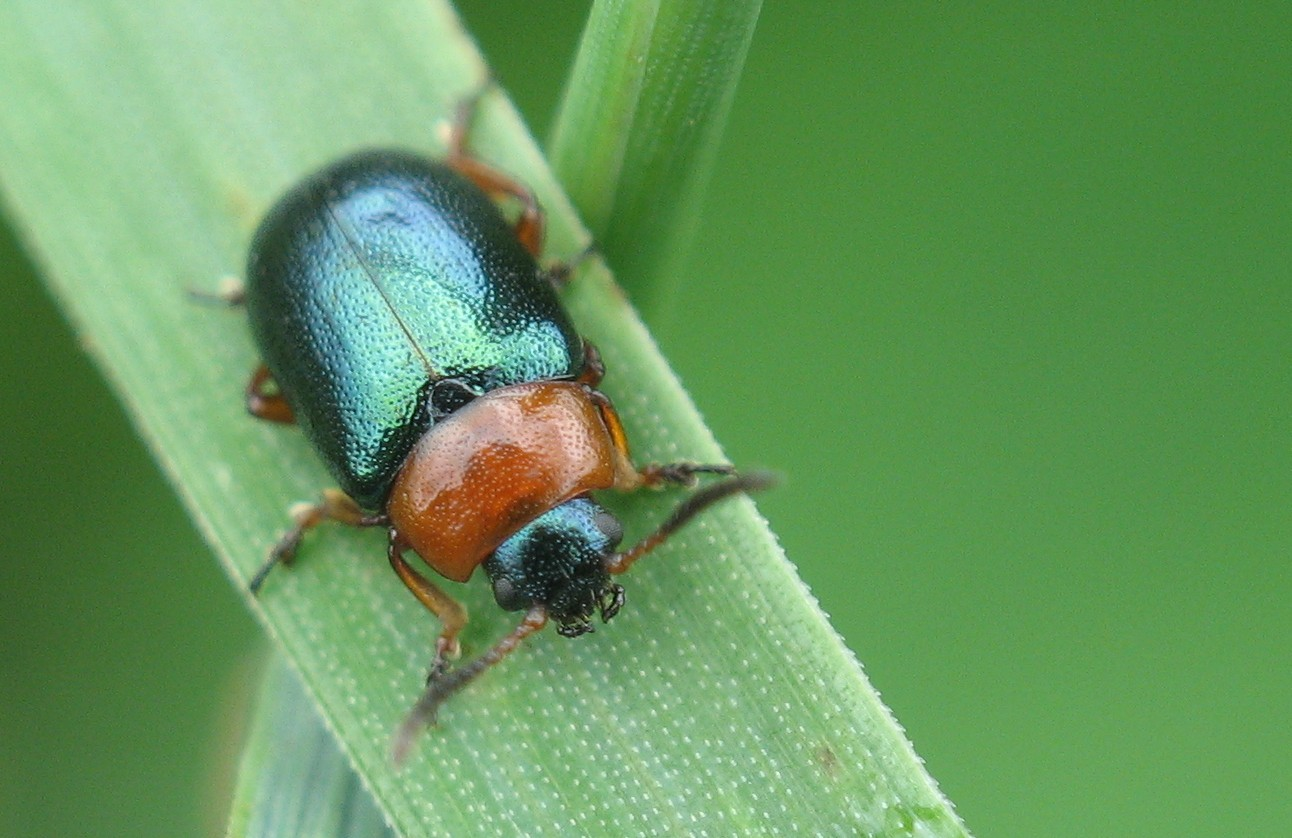
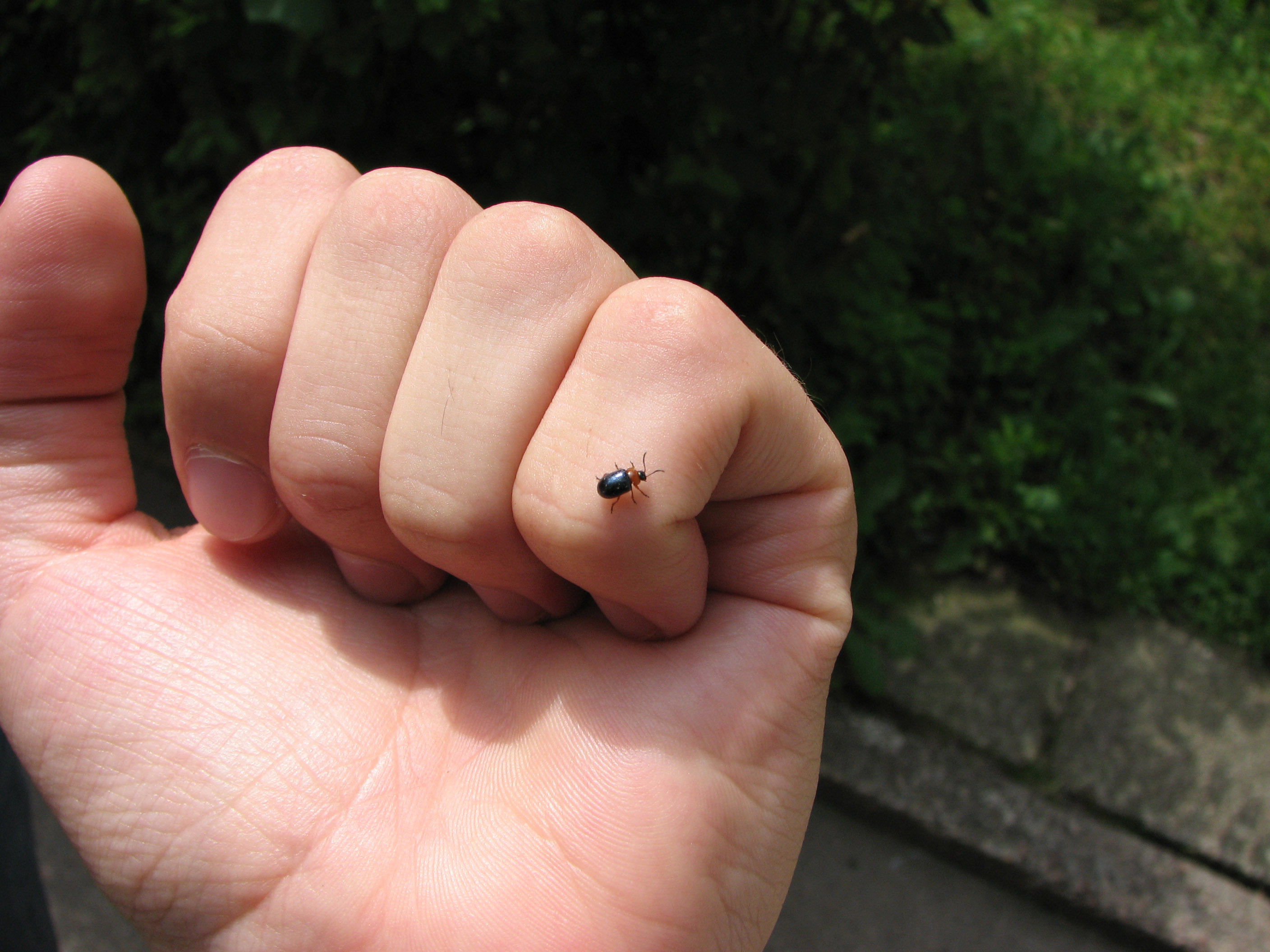
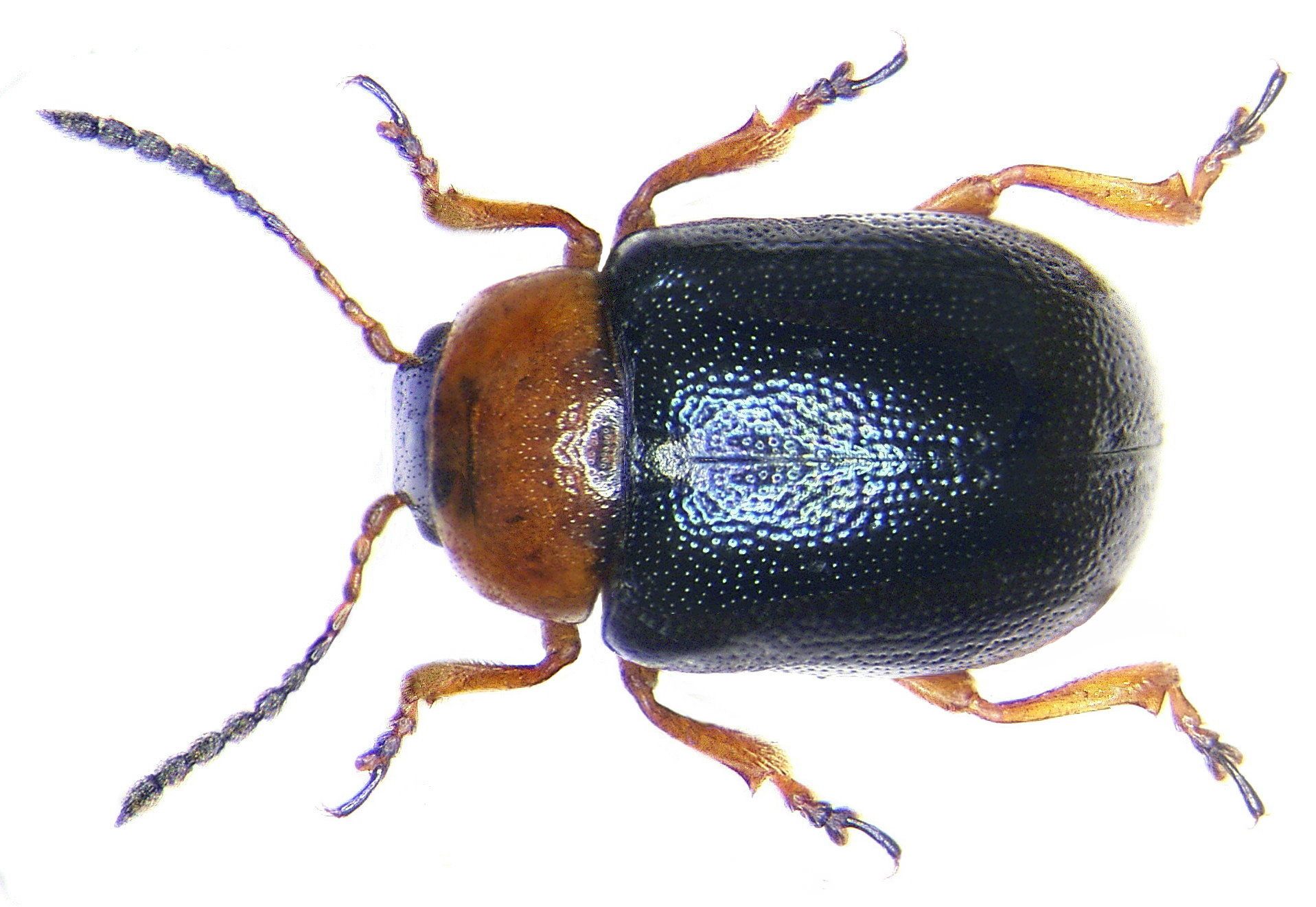